# Peng Chau
Peng Chau (čínsky: 坪洲) je malý ostrov u severovýchodního pobřeží ostrova Lantau v Hongkongu. Je známý pro své chrámy, rybářský průmysl a mořské plody.

## Geografie
Peng Chau má rozlohu 0,99 km2 a obvod přibližně 5 km. Nejvyšší bod ostrova je vrchol kopce Finger Hill (手指山), který měří 95 metrů.
V roce 2003 prošel ostrov revitalizací z důvodu degradace pobřeží.
Ostrov administrativně spadá do Nových teritorií.

## Budovy na ostrově
Na ostrově Peng Chau se nachází několik chrámů:
- Chrám Tin Hau (天后廟), postavený v roce 1792
- Svatyně Zlatého květu (金花娘娘)[1]
- Chrám Lung Mo (龍母廟)[2]
- Chrám sedmi sester (仙姐廟)[3]

Na ostrově je dnes již zaniklé divadlo Peng Chau (坪洲戲院), také pozůstatky továrny na vápno Sing Lei Hap Gei Lime Kiln Factory, založené v 19. století, a továrna na zápalky Great China Match Company Factory, postavená v roce 1938.

## Doprava
Hlavním způsobem přepravy na ostrově je kolo nebo chůze. Na ostrově nejsou povolena motorová vozidla, s výjimkou pohotovostních služeb, stavebních vozidel a malých přepravních prostředků.
Peng Chau je dostupný trajektem z ostrova Hongkong, Cheung Chau a Lantau.
V rámci lékařské pohotovosti jsou někdy používány helikoptéry.

## V populární kultuře
Na ostrově Peng Chau se odehrával hongkongský film Wong Ka Yan z roku 2015, v hlavních rolích s Wong You Nam a Karenou Ng.